# Cristaria aspera
Cristaria aspera är en malvaväxtart som beskrevs av C. Gay. Cristaria aspera ingår i släktet Cristaria och familjen malvaväxter.

## Underarter
Arten delas in i följande underarter:
- C. a. formosula
- C. a. sadae